# 呂林
呂林（りょ りん、簡体字:吕林、Lü Lin、1969年4月6日-）は、中国浙江省出身の卓球選手。世界ランキング最高位は1位。

## 人物
1976年に卓球を始め、翌年にはプロとしてのトレーニングを積み、1979年には浙江省のチームに、1988年には中国ナショナルチームに入った。
1991年、呂林は王濤とダブルスを組んで世界卓球選手権に出場し、 カールソン・シェーレ組（スウェーデン）に次ぐ準優勝を果たした。
翌年のバルセロナオリンピックでも王濤とのダブルスで出場し、決勝で フェッツナー・ ロスコフ組（ドイツ）を下して金メダルを獲得した。
1993年、1995年の世界卓球選手権男子ダブルスを連覇した。
1996年のアトランタオリンピックの男子ダブルスでは、孔令輝・劉国梁組（中国）に次ぐ銀メダルを獲得した。
王皓とのペアで2014年のITTFワールドツアー・ドイツオープン・男子ダブルスを制した呂翔は呂林の息子である。
現在は浙江省体育職業技術学院に勤め、2017年8月には静岡県浙江省友好交流卓球大会のため来日した。

## 主な成績
※最高成績
男子ダブルス
- オリンピック　優勝 (1992)
- 世界選手権　優勝 (1993、1995)